# Droit de mourir
Le droit à mourir, droit de mourir ou droit à la mort est un concept éthique et juridique qui soutient la liberté d'un être humain de mettre fin à sa vie ou de se soumettre à l'euthanasie volontaire. On fait généralement référence à la détention de ce droit par des personnes atteintes d'une maladie terminale ou sans volonté de continuer à vivre, à qui l'on[Qui ?] peut permettre de mettre fin à leur propre vie, de refuser un traitement prolongeant leur vie ou d'avoir recours au suicide assisté ou à l'euthanasie. La question de qui devrait pouvoir exercer ce droit est souvent centrale dans le débat.
Certains universitaires et philosophes, comme David Benatar, abordent ce débat en termes d'antinatalisme. Étant donné que les êtres humains n'ont pas le pouvoir d'agir lors de leur naissance, personne ne devrait avoir autorité sur la décision d'une personne de continuer à vivre ou de mourir.
Les défenseurs du droit de mourir le lient souvent à l'idée que le corps et la vie d'une personne appartiennent uniquement à elle-même et qu'elle doit pouvoir en disposer comme bon lui semble, en comprenant que le droit à la vie n'implique pas un devoir ou une obligation de vivre. Cependant, un intérêt légitime de l'État visant à prévenir les suicides irrationnels est généralement opposé. Par exemple, Avital Pilpel et Lawrence Amsel considèrent:

« Les défenseurs contemporains du suicide rationnel ou du droit de mourir exigent généralement, pour des raisons de rationalité, que la décision de se tuer soit un choix autonome de l'individu (c'est-à-dire qu'elle ne soit pas due à une pression du médecin ou de la famille pour "faire ce qui est juste" et se suicider), que le choix soit "la meilleure option dans ces circonstances" (souhaitée par les stoïciens ou les utilitaristes), ainsi que d'autres conditions naturelles, telles que la stabilité de la décision, l'absence d'impulsivité, l'absence de maladie mentale, la délibération, etc. »

Les positions religieuses sur le suicide varient, allant des pratiques hindouistes et jainistes de suicide non violent par le jeûne (prayopavesa et salekana, respectivement) à la considération du suicide comme un péché grave, comme dans le catholicisme.

## Éthique
La préservation de la vie et la valeur de la vie ont conduit à de nombreux progrès médicaux dans le traitement des patients. De nouveaux dispositifs et le développement des soins palliatifs ont permis de vivre plus longtemps qu'auparavant, y compris dans les cas d'inconscience ou d'état végétatif. Cependant, le développement de la technologie médicale a également ouvert le débat sur la qualité de vie d'un patient lorsqu'il n'est plus conscient, lorsqu'on prolonge inutilement sa vie ou lorsqu'il est en agonie physique ou émotionnelle.
Dans ce sens, le droit à l'autodétermination remet en question la définition de la qualité de vie et de la sacralité de la vie. Les défenseurs du droit de mourir affirment que le droit de vivre n'est pas synonyme d'obligation de vivre et qu'il convient donc d'avoir également le droit de mourir,.
Cependant, certaines positions éthiques se demandent si le droit de mourir peut coexister avec le droit à la vie. On fait valoir que le droit à la vie est inaliénable, qu'il ne peut être renoncé, et qu'il serait donc incompatible avec le droit de mourir.
Un deuxième débat au sein de la bioéthique porte sur la question de savoir si le droit de mourir est universel ou s'il n'est applicable que dans certaines circonstances (comme une maladie terminale).
Le droit de mourir est soutenu ou rejeté avec de nombreux arguments. Parmi les arguments en faveur, on trouve:
1. Si on a le droit de vivre, alors on devrait avoir le droit de mourir.
2. La mort est un processus naturel faisant partie de la vie, donc il ne devrait pas y avoir de lois empêchant une personne d'y mettre fin.
3. Ce que quelqu'un fait à la fin de sa vie ne devrait pas être une affaire concernant les autres.
4. Si l'euthanasie ou le suicide assisté étaient strictement encadrés, on éviterait que des méthodes alternatives soient recherchées, ce qui pourrait ne pas être légal.

Les arguments contre incluent,:
1. Si ce droit était accordé, même dans des circonstances restreintes, il pourrait s'étendre et avoir des conséquences néfastes.
2. Cela pourrait conduire à exercer des pressions sur les personnes pour qu'elles mettent fin à leur vie, ce qui est éthiquement et médicalement immoral.
3. On jetterait les personnes parce qu'on estime qu'elles ne sont plus capables de faire partie de la société.
4. L'offre de soins palliatifs diminuerait car les patients en phase terminale pourraient exercer leur droit de mourir.

## Selon les pays
Colombie Le 20 mai 1997, la Cour constitutionnelle de Colombie a refusé de criminaliser l'euthanasie pour les patients atteints de maladies graves, affirmant que "le médecin ne peut être tenu responsable d'aider un patient atteint d'une maladie incurable à se suicider". Le Congrès a été exhorté à réglementer l'euthanasie le plus rapidement possible.
Le 15 décembre 2014, la Cour constitutionnelle a accordé au ministère de la Santé et de la Protection sociale 30 jours pour publier des lignes directrices pour le secteur des soins de santé afin de garantir les droits des patients atteints de maladies incurables à mourir avec dignité.
Pays-Bas Les Pays-Bas ont légalisé l'euthanasie volontaire en 2001, ce qui en fait l'un des rares pays du monde à l'avoir fait à l'époque. Selon la loi néerlandaise actuelle, l'euthanasie pratiquée par des médecins n'est légale que dans les cas où les patients souffrent de maladies en phase terminale. Cela signifie pratiquement que l'euthanasie est réservée à ceux qui souffrent de conditions médicales graves (y compris les maladies mentales). Aider quelqu'un à se suicider sans respecter les critères de la loi néerlandaise sur l'euthanasie actuelle est illégal. Ces critères incluent la demande du patient, sa souffrance, les informations fournies par les médecins, l'absence d'alternatives raisonnables, la consultation d'un autre médecin et le choix de la méthode de la mort.
En février 2010, l'Initiative citoyenne "La volonté libre" a demandé que tous les Néerlandais de plus de 70 ans qui se sentent fatigués de vivre aient le droit de recevoir une assistance médicale pour mettre fin à leur vie s'ils le souhaitent. Cependant, le gouvernement n'a pas accepté ces demandes.
Nouvelle-Zélande L'euthanasie en Nouvelle-Zélande est illégale. En 2015, Lecretia Seales, une avocate atteinte d'un cancer, a intenté une action en justice devant la Cour suprême de Nouvelle-Zélande pour contester la loi néo-zélandaise, dans le but de légaliser l'euthanasie en Nouvelle-Zélande.